# Hirschfeld (Hunsrück)

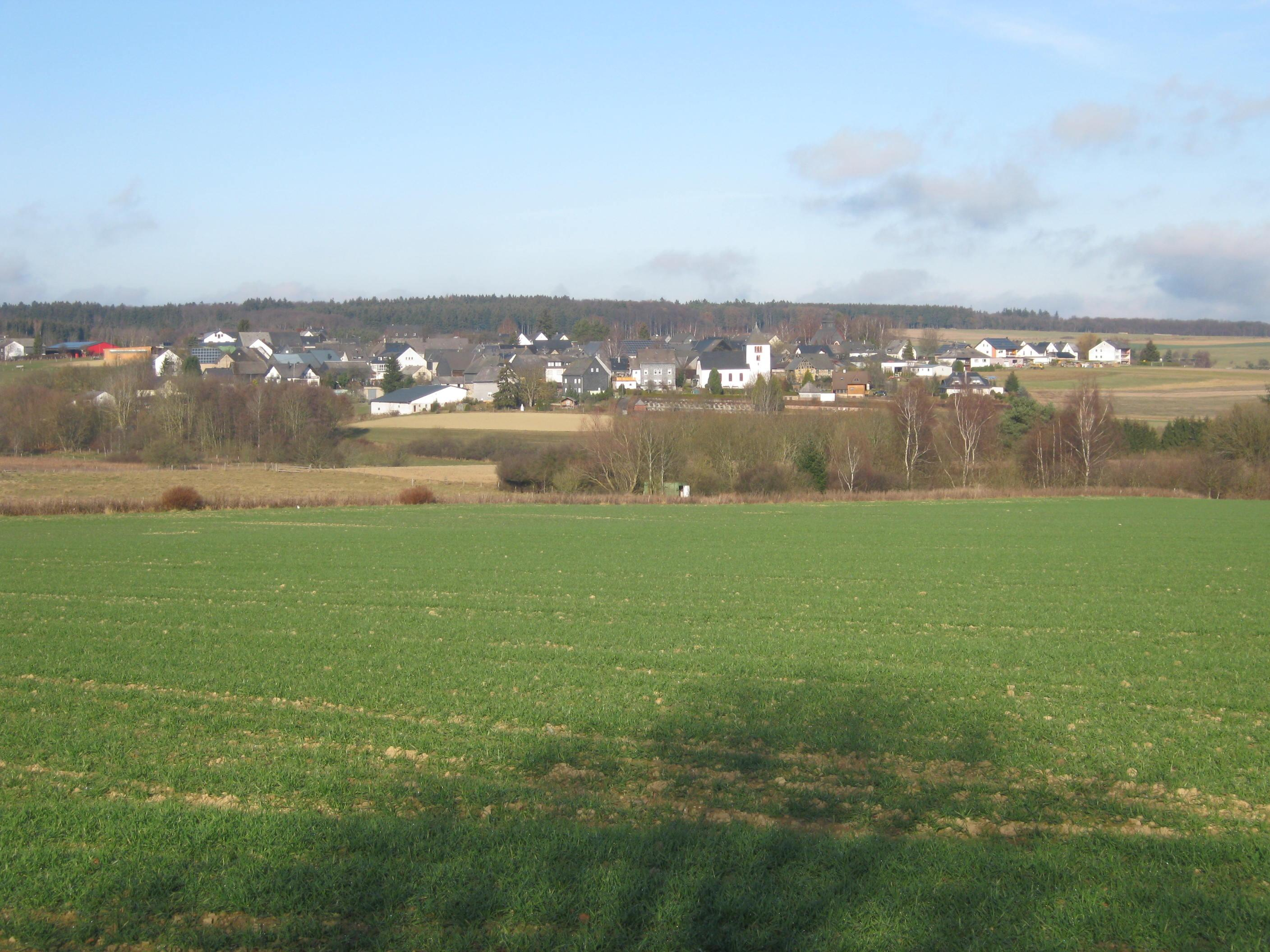
Hirschfeld, Blick von Süden

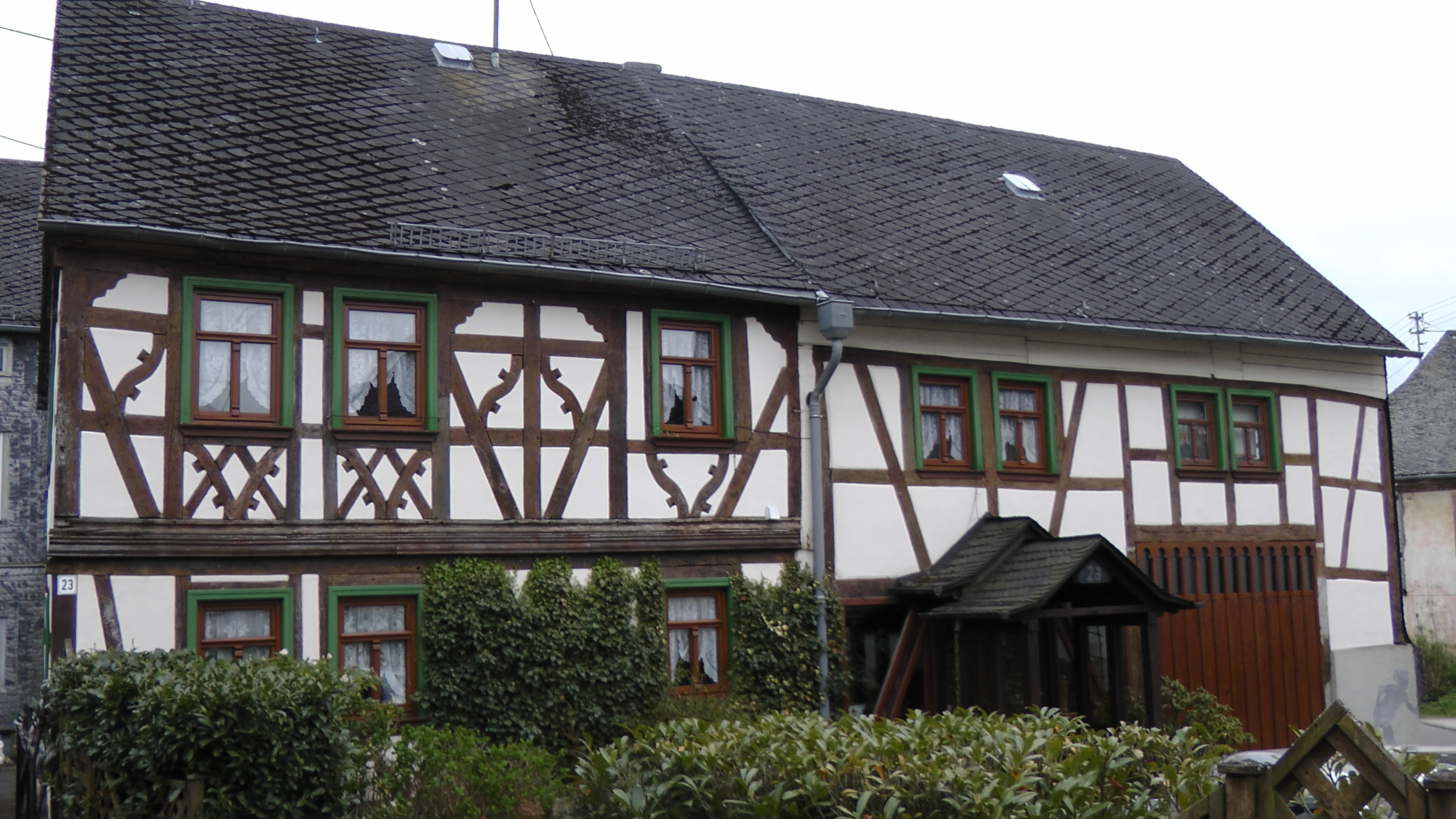
Quereinhaus Unterdorf 23

Hirschfeld (Hunsrück) ist eine Ortsgemeinde im Rhein-Hunsrück-Kreis in Rheinland-Pfalz. Sie gehört der Verbandsgemeinde Kirchberg (Hunsrück) an.

## Geographie
Hirschfeld liegt zentral im Hunsrück. Südlich des Dorfes erhebt sich der Idarwald, nördlich verläuft die Hunsrückhöhenstrasse B 327 sowie die Bundesstraße 50. Wenige Kilometer nordöstlich befindet sich der Flughafen Frankfurt-Hahn. Außerdem liegt Hirschfeld an der Trasse der Hunsrückquerbahn.
Zu Hirschfeld gehört der Ortsteil Bahnhof sowie der Wohnplatz Langenwald.

## Geschichte
Es finden sich mehrere vor- und frühgeschichtliche Grabhügel an der Römerstraße Belginum–Boppard (Hunsrückhöhenstraße). Die erste urkundliche Erwähnung des Orts und der Kirche erfolgte im Jahr 1353. Bis zum Ende des 18. Jahrhunderts war Hirschfeld eine eigenständige Herrschaft Kratz von Scharfenstein gehörte.
Mit der Besetzung des Linken Rheinufers 1794 durch französische Revolutionstruppen wurde der Ort französisch, von 1798 bis 1814 gehörte er zum Kanton Trarbach, der dem Rhein-Mosel-Departement zugeordnet war. Auf dem Wiener Kongress (1815) wurde die Region dem Königreich Preußen zugesprochen. Unter der preußischen Verwaltung unterstand Hirschfeld von 1816 an der Bürgermeisterei Sohren im Kreis Zell und gehörte von 1822 bis zum Ende des Zweiten Weltkriegs zur Rheinprovinz. Seit 1946 ist der Ort Teil des damals neu gebildeten Landes Rheinland-Pfalz und gehört seit 1970 der Verbandsgemeinde Kirchberg an.
Das Simultaneum wurde 1921 aufgelöst; 1926 eine neue katholische Kirche erbaut.
Statistik zur Einwohnerentwicklung
Die Entwicklung der Einwohnerzahl der Gemeinde Hirschfeld, die Werte von 1871 bis 1987 beruhen auf Volkszählungen:
| Jahr | Einwohner |
| ---- | --------- |
| 1815 | 215       |
| 1835 | 301       |
| 1871 | 270       |
| 1905 | 285       |
| 1939 | 315       |

| Jahr | Einwohner |
| ---- | --------- |
| 1950 | 341       |
| 1961 | 331       |
| 1970 | 336       |
| 1987 | 322       |
| 1993 | 415       |

| Jahr | Einwohner |
| ---- | --------- |
| 1999 | 368       |
| 2005 | 343       |
| 2011 | 314       |
| 2017 | 277       |
| 2022 | 283       |

## Politik

### Bürgermeister
Ortsbürgermeister von Hirschfeld ist seit 2024 Marvin Fritz.
Fritzs Vorgänger als Ortsbürgermeister war Alfred Eltz.

### Wappen
| Wappen von Hirschfeld | Blasonierung: „Gespalten von Grün und Blau durch eine eingebogene, silberne Spitze, darin ein roter Balken, begleitet von oben 3 und unten 4 schwarzen Schindeln, vorne ein silbernes Hirschgeweih, hinten ein silberner Kirchturm, wachsend mit schwarzer Tür und schwarzen Fenstern.“ |
| Wappen von Hirschfeld | Wappenbegründung: Der Schildfuß erinnert an die Kratzen von Scharfenstein, die ehemaligen Lehnsinhaber und Kirchenherren von Hirschfeld. Das Hirschgeweih deutet redend den Ortsnamen. Die Kirche in der hinteren Schildhälfte nimmt Bezug auf das in der Gemeinde stehende Gotteshaus. |

## Bauwerke

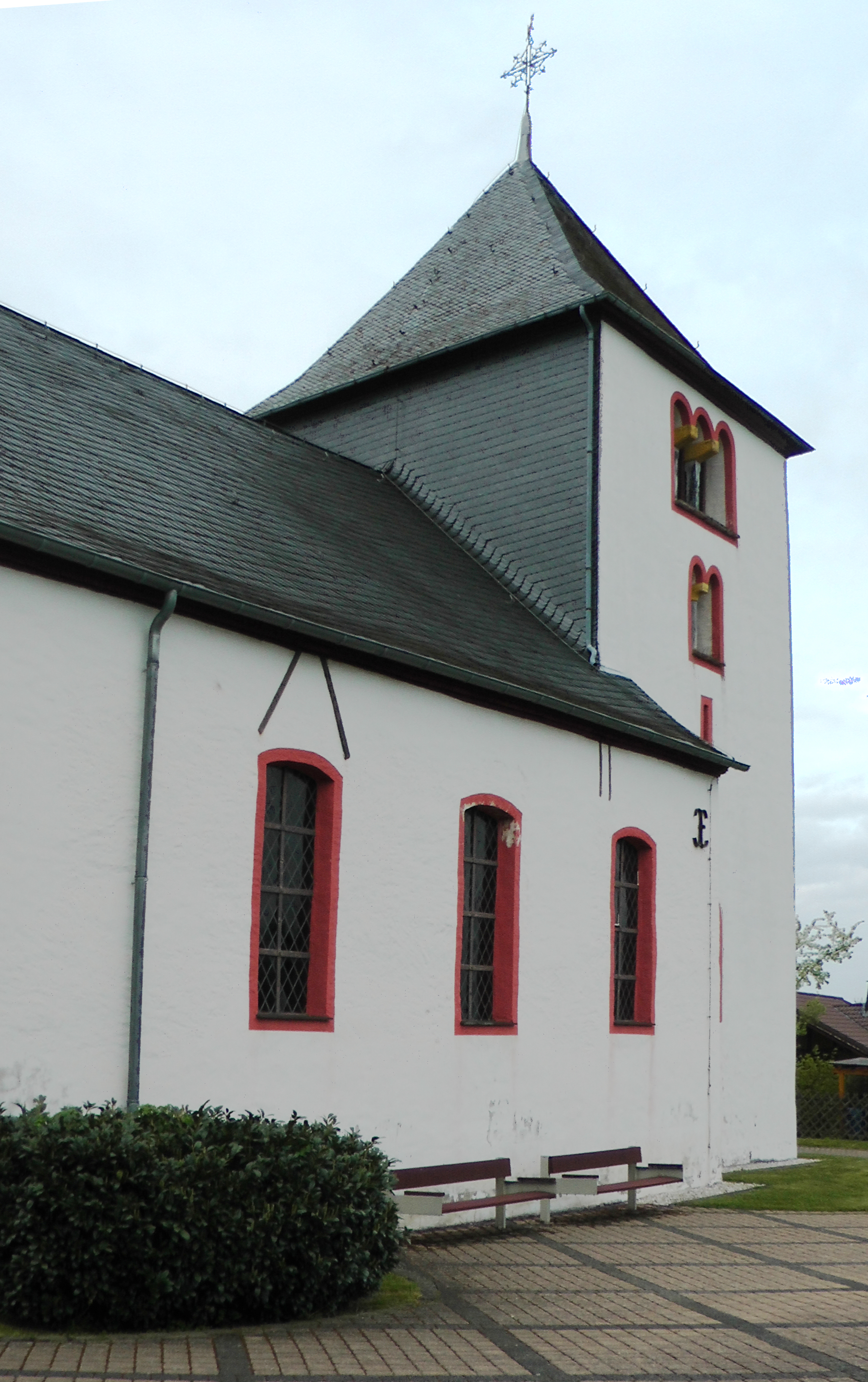
Evangelische Kirche

- Evangelische Kirche (frühere Simultankirche, 1353 urkundlich erwähnt, erweitert 1748/49)
- Katholische Kirche (1926 erbaut)

## Persönlichkeiten
- Hermann-Josef Braun (* 1953), Historiker und Archivar
- Petra Kaltenmorgen (1964–2019), Fotografin